# 네트컴퓨터아카데미학원
네트컴퓨터아카데미학원는 네트아카데미교육그룹 계열사 중 하나로 대한민국의 학원 운영기업이다. 대구광역시 달서구에 소재한다. 박명환 대표가 경영하고 있으며 컴퓨터활용능력(컴활), 코딩(프로그래밍), 회계, 캐드분야 등을 교육하고 있다.

## 연혁
- 1999년 '네트컴퓨터학원' 개원
- 2014년 '네트캐드그래픽컴퓨터학원'로 상호 변경
- 2022년 '네트컴퓨터아카데미학원'로 상호 변경
- KPC한국생산성 본부 지정 컴퓨터 자격시험(캐드부문)고사장
- 2021년 대구광역시장상, 대구광역시교육감상 수상
- 2021년 여성가족부, 고용노동부 지원 일촌기업 선정
- 2021년 대구광역시여성회관, 대구여성새로일하기센터 교육협약 진행
- 2021년 중소벤처기업부 소상공인시장진흥공단 컴퓨터 교육 위탁기관 선정
- 2022년 여성가족부, 대구광역시여성회관, 대구여성새로일하기센터 지정 컴퓨터 교육기관
- 2022년 고용노동부 5년인증 우수훈련기관 선정
- 2022년 한국소비자산업평가(KCIA) 컴퓨터 부문 지역평가 1위 선정

## 참조
- 네트컴퓨터아카데미학원, 스마트스토어&온라인 마케팅과정 선보여, 데일리경제, 2021-12-27
- 네트컴퓨터아카데미학원, 고용노동부 주관 인증평가 ‘우수훈련기관’ 선정, 데일리경제, 2021-12-27
- 네트컴퓨터아카데미학원 ‘2021 고용노동부 5년인증 우수훈련기관’ 선정, 대한금융신문, 2021-11-24
- 네트컴퓨터아카데미학원 2022 한국소비자산업평가 지역평가 1위 선정, 울산제일일보, 2022-09-